# Lakotština
Lakotština je jazykem severoamerického indiánského národa Lakotů, známého více pod názvem Siouxové. Toto označení dalo také základ označení celé jazykové rodině (siouanská jazyková rodina), neboť jazyk Siouxů je nejrozšířenějším z jejích jazyků.
Lakotštině blízce příbuzná je dakotština, a protože oba jazyky jsou navzájem dobře srozumitelné, považují se za dialekty jednoho jazyka (pro srovnání dialektů viz siouxština). V roce 2007 mluvilo lakotsky asi 6 až 9 tisíc lidí, tedy zhruba 20 % celkové populace Lakotů. Lakotština patří mezi ohrožené jazyky.
První spolehlivý slovník tohoto jazyka sestavil český lingvista Jan Ullrich. Slovník vydalo v roce 2008 Lakota Language Consortium, organizace spolupracující s Colorado University a se všemi lakotskými rezervacemi na revitalizaci lakotštiny. Jan Ullrich také napsal dosud nejpodrobnější gramatiku lakotštiny (Lakota Grammar Handbook, 2016). Mnohými americkými lingvisty je tato gramatika označovaná za dosud nejlépe zpracovanou gramatiku, jaká byla pro indiánské jazyky napsaná.

## Fonetika a fonologie[2]

### Samohlásky
|      |       | Přední  | Střední | Zadní   |
| ---- | ----- | ------- | ------- | ------- |
| high | oral  | i       |         | u       |
| high | nasal | iŋ či į |         | uŋ či ų |
| mid  |       | e       |         | o       |
| low  | oral  |         | a       |         |
| low  | nasal |         | aŋ či ą |         |

### Souhlásky
|             |              | Bilabiální        | Alveolární        | Postalveolární | Palatální | Velární           | Uvulární | Glotální |
| ----------- | ------------ | ----------------- | ----------------- | -------------- | --------- | ----------------- | -------- | -------- |
| Nazály      | Nazály       | m [m]             | n [n]             |                |           |                   |          |          |
| Plozivy     | neaspirovaná | p [p]             | t [t]             | č [tʃ]         |           | k [k]             |          | ’ [ʔ]    |
| Plozivy     | znělá        | b [b]             |                   |                |           | g [g]             |          |          |
| Plozivy     | aspirovaná   | ph [pʰ] / pȟ [pˣ] | th [tʰ] / tȟ [tˣ] | čh [tʃʰ]       |           | kh [kʰ] / kȟ [kˣ] |          |          |
| Plozivy     | ejektivní    | p’ [pʔ]           | t’ [tʔ]           | č’ [tʃʔ]       |           | k’ [kʔ]           |          |          |
| Frikativy   | neznělá      |                   | s [s]             | š [ʃ]          |           |                   | ȟ [χ]    |          |
| Frikativy   | znělá        |                   | z [z]             | ž [ʒ]          |           |                   | ǧ [ʁ]    |          |
| Frikativy   | ejektivní    |                   | s’ [sʔ]           | š’ [ʃʔ]        |           |                   | ȟ’ [χʔ]  |          |
| Aproximanta | Aproximanta  | w [w]             | l [l]             |                | y [j]     |                   |          | h [h]    |

Znělá uvulární frikatíva /ʁ/ se před /i/ mění na uvulární vibrantu ([ʀ]) a v rychlé řeči na znělou velární frikatívu /ɣ/.

## Abeceda a pravopis
Lakotština se píše upravenou latinkou doplněnou o písmena s diakritickými znaménky.
Pravopis lakotštiny je fonologický. To znamená, že jedno písmeno (grafém) se zpravidla používá pro zápis jednoho fonému (nikoliv zvuku).
| Písmeno      | Název | Výslovnost (IPA) |
| ------------ | ----- | ---------------- |
| A a          | a     | [a]              |
| Aŋ aŋ či Ą ą | aŋ    | [ã]              |
| B b          | be    | [b]              |
| Č č          | ču    | [tʃ]             |
| Čh čh        | čhi   | [tʃʰ]            |
| Č’ č’        | č’ó   | [tʃʔ]            |
| E e          | e     | [e]              |
| G g          | gli   | [g]              |
| Ǧ ǧ          | ǧu    | [ʁ] ([ʀ], [ɣ])   |
| H h          | ha    | [h]              |
| Ȟ ȟ          | ȟe    | [χ]              |
| I i          | i     | [ɪ]              |
| Iŋ iŋ či Į į | iŋ    | [ĩ]              |
| K k          | ku    | [k]              |
| Kh kh        | khi   | [kʰ]             |
| Kȟ kȟ        | kȟa   | [kˣ]             |
| K’ k’        | k’o   | [k’]             |
| L l          | la    | [l]              |
| M m          | ma    | [m]              |
| N n          | na    | [n]              |
| O o          | o     | [o]              |
| P p          | pu    | [p]              |
| Ph ph        | phi   | [pʰ]             |
| Pȟ pȟ        | pȟa   | [pˣ]             |
| P’ p’        | p’o   | [p’]             |
| S s          | sa    | [s]              |
| Š š          | še    | [ʃ]              |
| T t          | tu    | [t]              |
| Th th        | thi   | [tʰ]             |
| Tȟ tȟ        | tȟa   | [tˣ]             |
| T’ t’        | t’o   | [t’]             |
| U u          | u     | [ʊ]              |
| Uŋ uŋ či Ų ų | uŋ    | [ʊ̃]              |
| W w          | wa    | [w]              |
| Y y          | ya    | [j]              |
| Z z          | za    | [z]              |
| Ž ž          | že    | [ʒ]              |
| ’            | khéze | [ʔ]              |

## Příklady

### Číslovky
| Lakotsky    | Česky |
| wáŋča       | jeden |
| núŋpa       | dva   |
| yámni       | tři   |
| tópa        | čtyři |
| záptaŋ      | pět   |
| šákpe       | šest  |
| šakówiŋ     | sedm  |
| šaglóǧaŋ    | osm   |
| napčíŋyuŋka | devět |
| wikčémna    | deset |

## Vzorový text

### Všeobecná deklarace lidských práv
| lakotsky | Wičháša na wíŋyaŋ otóiyohi iglúhapi na iyéhaŋyaŋ wówažapi. Tȟaŋmáhel slol'íč'iyapi na kičhíwičhowepi s'e kičhíčhuwapi kta héčha.           |
| česky    | Všichni lidé se rodí svobodní a sobě rovní co do důstojnosti a práv. Jsou nadáni rozumem a svědomím a mají spolu jednat v duchu bratrství. |